# Dixie Dean
William Ralph Dean, mais conhecido como Dixie Dean (Birkenhead, 22 de Janeiro de 1907 – Liverpool, 1 de Março de 1980) foi um futebolista britânico e o maior artilheiro em uma temporada em uma única liga , tendo atingido a íncrivel marca de 60 gols em um único campeonato. Jogou 16 partidas pela seleção inglesa e marcou 18 gols. Ele também ficou famoso por marcar vários gols de cabeça e por suas façanhas pelo Everton Football Club.

## Títulos
Everton
- Football League First Division: 1927–28, 1931–32
- Football League Second Division: 1930–31
- Supercopa da Inglaterra: 1928, 1932
- Copa da Inglaterra: 1932–33